# Darbnik
Darbnik – wieś w Armenii, w prowincji Ararat. W 2011 roku liczyła 1214 mieszkańców.